# Formation initiale
Pour les articles homonymes, voir Formation.
La formation initiale est la première formation obtenue au terme d'un cycle d'étude. Elle s'oppose à la formation continue. La formation initiale est donc dans la continuité ininterrompue d’une scolarité. En revanche, si l'étudiant décide pour la première fois d’arrêter ses études et de les reprendre plus d'un an après, il sera en formation professionnelle ou en formation continue.
Selon la définition de l'Insee, la sortie de formation initiale correspond à la première interruption de plus d'un an du parcours d'études amorcé à l'école élémentaire, mais ce critère n'est soutenu par aucun texte de loi et ne peut donc pas être déterminant du statut de la formation initiale ou non.

## Cas spécifique de l'alternance

### Étudiants en contrat d'apprentissage: formation initiale
La formation par l'apprentissage fait partie de la formation initiale. Les alternants ayant signé un contrat d'apprentissage sont ainsi considérés comme étant « étudiants » par le ministère chargé de l'Enseignement supérieur et doivent s'acquitter de la contribution à la vie étudiante et de campus (CVEC),. 
En s'acquittant de la CVEC, les étudiants en contrat d'apprentissage bénéficient de tous les services des centres régionaux des œuvres universitaires et scolaires (Crous) tels que l'accès aux restaurants universitaires, au service de paiement Izly by Crous ou encore aux résidences universitaires (Cité'U).

### Alternants en contrat de professionnalisation: formation continue
À l'inverse, les alternants ayant signé un contrat de professionnalisation relèvent de la formation continue et ainsi, ne bénéficient pas du statut d'étudiant,. Ils ne sont pas concernés par la CVEC.